# Mariam Dadiani
Mariam Dadiani, född 1783, död 1841, var en georgisk drottning; hon var drottning av Imereti som gift med kung Salomo II av Imereti. När Imeretien anslöts till Ryssland 1810 togs hon som gisslan av ryssarna för att utpressa hennes make, som flytt till Osmanska riket, och tvingades be honom att återvända från sin exil. Hon släpptes fri som änka 1815 och bosatte sig då i Ryssland. 